# История Бурунди
История Бурунди — события на территории современного Бурунди с момента начала расселения там людей и до сегодняшнего дня.

## Древний период
Древняя и средневековая история Бурунди изучена слабо. Первыми жителями, которые населяли данный регион, были пигмеи тва, которых вытеснили приблизительно в 1000 году н. э. земледельцы хуту. В XV—XVI веках сюда пришли кочевники-скотоводы тутси.
В XVII веке на территории современного Бурунди сложилось независимое феодальное королевство Бурунди. Первый известный мвами (король) Нтаре I (правил 1720—1760) объединил существовавшие на этой территории разрозненные государства и создал единое королевство.
В годы правления Нтаре II (1825—1852) происходит расцвет королевства. В ходе многочисленных войн с соседями Нтаре II расширил территорию своего королевства почти до современных границ. С конца XIX века до начала XX века, в годы правления мвами Мвези II, в государстве идут междоусобные войны.

## Колониальный период
Первым европейцем, который посетил территорию современного Бурунди, стал Джон Ханниг Спик, путешествовавший с Ричардом Бёртоном в районе озера Танганьика в 1858 году. Они обогнули северную оконечность озера в поисках истока Нила. В 1871 году Стенли и Ливингстон добрались до Бужумбуры и исследовали район Рузизи. После Берлинской конференции 1884—1885 годов немецкая зона влияния в Восточной Африке была расширена до территории современных Руанды и Бурунди. В 1894 году немецкий граф фон Гётзен обнаружил озеро Киву. Спустя четыре года территорию современного Бурунди посетили первые миссионеры.
В 1890-х годах Бурунди стала немецкой колонией, а после Первой мировой войны перешла к Бельгии. Данный регион рассматривался колонизаторами как единое государство Руанда-Урунди. С 1925 года Руанда-Урунди стала частью Бельгийского Конго, но если Конго управлялось исключительно Брюсселем, то в Руанде-Урунди власть оставалась за аристократией тутси. На протяжении 1950-х годах бельгийское правительство, несмотря на международное давление, отказывалось предоставлять независимость своим колониям. Однако обстановка в колониях стала выходить из-под контроля, и в 1959 году началась подготовка к предоставлению независимости Конго и Руанда-Урунди.
В 1961 году на состоявшихся в Бурунди выборах, вопреки желанию колониальной администрации, победила партия УПРОНА, набравшая 80 % голосов и получившая 58 из 64 мест в законодательном органе. Принц Луи Рвагасоре был назначен премьер-министром, но 13 октября он был убит агентами из оппозиционной Христианско-демократической партии Бурунди (ХДПБ). Его смерть разрушила сплочённость хуту и тутси, ради которой он боролся долгие годы.

## Современная история
1 июля 1962 года была провозглашена независимость Королевства Бурунди. С момента получения независимости власть в стране оказалась в руках тутси, которые являлись этническим меньшинством в новом государстве. Мвами (король) Мвамбутса IV при поддержке правящей партии Союз за национальный прогресс (УПРОНА) установил в стране авторитарный режим. С первых лет получения независимости правительство УПРОНА отказывалось предоставлять хуту равные с ними права. Такая политика разжигала межэтнические противоречия в стране.
В октябре 1965 года хуту предприняли неудачную попытку военного переворота, окончившегося новыми арестами и казнями представителей этой этнической группы. Тогда же начались серьёзные разногласия среди руководителей тутси. Спустя год после того, как был подавлен мятеж хуту, 8 июля 1966 года наследный принц Шарль Ндизийе, при поддержке армии во главе с полковником Мишелем Мичомберо осуществил государственный переворот, сверг своего отца и вступил на трон под именем Нтаре V. В ноябре в ходе очередного военного переворота он был свергнут полковником Мичомберо, который провозгласил Бурунди республикой, а себя первым президентом Республики. Однако монархисты не оставляли попыток вернуться к власти, и в 1972 году хуту и часть тутси предприняли неудачную попытку свергнуть режим Мичомберо, закончившуюся массовыми убийствами хуту (в ходе подавления восстания погиб бывший король Нтаре V).
В дальнейшем страна пережила ещё несколько попыток переворота, в ходе которых в стране устанавливалась военная диктатура. В 1987 году в результате военного переворота к власти пришёл майор Пьер Буйоя, в годы правления которого начались серьёзные этнические столкновения между тутси и хуту.
На состоявшихся 1 июня 1993 года первых в истории страны демократических президентских выборах главой государства стал представитель хуту из Фронта за демократию в Бурунди (ФРОДЕБУ) Мельхиор Ндадайе, который вскоре был свергнут и убит военными-тутси. В стране началась гражданская война между двумя этническими группами.
Однако вскоре наступило небольшое затишье, и в 1994 году Национальное собрание избрало нового президента Республики — Сиприена Нтарьямиру, гибель которого вызвала новую волну межэтнических столкновений. На фоне этих беспорядков в июле 1996 года произошёл новый военный переворот и к власти пришёл тутси майор Пьер Буйоя. ООН и ОАЕ осудили новый военный режим и ввели против Бурунди ряд экономических санкций.
После нескольких лет гражданской войны и межэтнических конфликтов в Бурунди установилось относительное спокойствие, в основном благодаря международному присутствию в стране. Конфликт формально завершился лишь со вступлением в должность президента Пьера Нкурунзизы в августе 2005 года. В гражданской войне погибло порядка 300 тыс. человек.
Выборы состоялись 28 июня 2010 года, однако Нкурунзиза остался на них единственным кандидатом, после того, как кандидаты от оппозиции отказались участвовать в выборах после нарушений на местных выборах 24 мая. На выборах Нкурунзиза получил поддержку 91,62 % избирателей при явке избирателей в 76,98 %.
26 апреля 2015 года после сообщений о том, что Нкурунзиза собирается баллотироваться на третий срок на предстоящих президентских выборах, начались протестные акции и демонстрации.
13 мая генерал-майор Годфруа Нийомбаре заявил о военном перевороте, военные окружили здание телерадиокомпании и заявили об отстранения Нкурунзизы от власти. Сами же власти заявляют, что президент во время «переворота» находился в Танзании. 15 мая было объявлено, что бурундийские военнослужащие арестовали генерала Годфруа Ньиомбаре, попытавшегося свергнуть президента, а раннее также были арестованы три генерала-мятежника. Однако позднее пресс-секретарь президента опроверг утверждение об аресте Ньиомбаре.
В июле 2015 года Пьер Нкурунзиза в третий раз одержал победу на президентских выборах, получив 69,41 % голосов. Глава оппозиции Агатон Рваса отказался признать победу на выборах действующего президента страны Пьера Нкурунзизы и потребовал проведения повторного голосования.